# 모니터 (DC 코믹스)
모니터는 DC코믹스의 DC 유니버스인 멀티버스에 등장하는 가상의 캐릭터로 초기에 슈퍼 빌런인 안티 모니터(Anti-Monitor)와 함께 쌍둥이 형제관계와 유사한 플롯으로 설정되었다.
모니터(The Monitor)는 1,300억년 전에, 우주 시작의 근원을 알려고 시도했던 행성  오아의 과학자인 크로나(Krona)가 창조한 우주 멀티버스(Multiverse)에서 태어났다. 그의 행동의 결과로, 평행한 우주의 무한한 수가 나란히 존재하게 되었으며, 초미세의 무수한 진동의 차이에 의해서 복제되고 분리되었으며, 멀티버스는 이전에 존재했던 단일 우주처럼 강하지는 않았다. 이러한 크로나(Krona)의 실험은 이전의 하나의 우주를 멀티버스(multiverse) 그리고 정물질과 반물질로 대응되는 우주로 만들어놓았다.
또한 그 멀티버스의 일부이자 전적으로 반물질로 구성되어있었던 오아의 위성인 달에 대응하는 카운터파트(countetpart) 행성인 쿼드(Qward)의 달 대지 흙에서 장차 "안티 모니터"로 알려질 생명의 끔찍한 파괴자가 태어났다. 그리고 동시에 안티모니터로부터 멀티버스를 지켜내야하는 모니터도 역시 오아의 달(Oa's moon) 대지 흙에서 태어났으며  그는 반물질에 대응하는 모든 정물질 우주의 생명력의 결정체가 되었다.

## 같이 보기
- 크라이시스 온 인피닛 어스(무한 지구의 위기)
- DCEU
- 캡틴 마블 (DC 코믹스)
- 슈퍼걸